# Шихман, Ирина Юрьевна
Ири́на Ю́рьевна Ши́хман (род. 17 мая 1984, Томск, СССР) — российская журналистка, телеведущая и видеоблогер. С 2017 года — журналистка, ведущая авторского канала на YouTube под названием «А поговорить?», в котором берёт интервью у известных людей различных сфер деятельности, а также выпускает ряд документальных фильмов. По состоянию на февраль 2025 года канал имеет более 2,9 млн подписчиков и более 642 млн просмотров.
18 ноября 2022 года Министерством юстиции России внесена в список физических лиц «иностранных агентов». Проживает в Израиле.

## Детство и юношеские годы
Родилась в Томске 17 мая 1984 года. В детстве занималась танцами. В 13 лет впервые попробовала себя в журналистике: работала на радио в родном городе, там получила свою первую зарплату — 12 рублей в месяц. Окончив школу, поступила в Томский государственный университет на факультет журналистики.

## Творческий путь
Карьеру в сфере журналистики начала на телевидении в Томске, где работала ведущей программы «Обстоятельства» на телеканале «СТС-Открытое ТВ».
В 2005 году, так и не окончив университет, переехала в Санкт-Петербург, а в 2007 году стала работать корреспондентом на местном телеканале СТС в программе «Истории в деталях».
По приглашению своего кумира Сергея Майорова, ведущего проекта «Истории в деталях», Шихман переехала в Москву, где семь лет проработала журналистом в его команде. В этой команде Шихман работала над такими телепередачами, как «Детали. Новейшая история» на СТС и «Дневник наблюдений» на «Пятом канале». После увольнения Шихман не удалось продолжить общение с Майоровым.
Появление Шихман на телеканале «Москва 24» в сентябре 2014 года, по её словам, было вынужденным. Тем не менее там она создала собственную рубрику «Просто люди», целью которой было представление полной картины мегаполиса через трёхминутные монологи москвичей. В марте 2015 года она запустила на канале собственный проект «Понаехали» об историях покорения Москвы успешными людьми. Также с 30 января по 24 декабря 2016 года, вместе с Марией Рыбаковой и Анастасией Трегубовой (ранее — с Еленой Болтиновой), Шихман вела программу «Ой, всё!», гостями которой были звёзды шоу-бизнеса, журналисты, певцы и другие.
Далее, изначально параллельно с работой на «Москве 24», Шихман сотрудничала с НТВ, где с 17 сентября 2016 по 15 октября 2017 года совместно с Андреем Самарцевым вела программы о путешествиях в России и за рубежом «Двойные стандарты» и «Двойные стандарты. Тут вам не там!».

### «А поговорить?»
Работа Шихман на платформе YouTube началась с создания в декабре 2017 года канала «А поговорить?». Ведущими первых выпусков, помимо Ирины, стали блогер и визажист Мария Вискунова и телеведущая Елена Сажина, однако начиная с выпуска от 3 мая 2018 года (гостем был Всеволод Чаплин) работу на канале продолжила одна Шихман.
По состоянию на февраль 2025 года, канал имеет 2,93 миллиона подписчиков и более 642 миллионов просмотров. Изначально он был связан с холдингом «Москва Медиа», а одним из создателей проекта был продюсер телеканала «Москва 24» Алексей Вершинин. Ирина Шихман в интервью Алексею Пивоварову заявила, что стала независимой от холдинга с января 2020 года. Также в 2020 году холдинг «Москва Медиа» заявил о том, что больше не занимается продюсированием данного проекта.
На канале ведущая поднимает серьёзные общественные темы и актуальные политические вопросы, беседуя с гостями программы. Помимо формата интервью, на канале можно увидеть документальные фильмы. К примеру, двухчасовой фильм «Бе(з)серебренники», выпущенный осенью 2018 года, рассказывает о том, как прошёл год артистов «Гоголь-центра» без их художественного руководителя Кирилла Серебренникова. В августе 2019 года Шихман затронула проблему горящих сибирских лесов в своём фильме.

## Личная жизнь
В 2005 году Ирина переехала в Санкт-Петербург за своим возлюбленным, Сергеем из Озёрска Челябинской области.
Состоит в браке с Евгением Казачковым, драматургом и преподавателем. Детей у Ирины и Евгения нет.

## Критика
Певец Дима Билан, пришедший к ней на интервью, был возмущён желанием Ирины выяснить подробности его личной жизни, а также его задело отсутствие уважения к нему. Данный выпуск был также невысоко оценён зрителями, видео набрало отрицательное соотношение отметок «нравится» (20 тыс.) и «не нравится» (24 тыс.) и раскритикован за напористость и «злость» по отношению к гостю продюсера Билана — Яне Рудковской.
Канал «А поговорить?» часто сравнивают с шоу «вДудь», считая подражателем данного формата.

## Награды
В мае 2020 года получила ежемесячную журналистскую премию «Редколлегия» за статью «Вирус молчания: о чём категорически запрещено говорить врачам?».